# ウィーナー＝ヒンチンの定理
ウィーナー＝ヒンチンの定理（英: Wiener–Khinchin theorem）は、広義定常確率過程のパワースペクトル密度が、対応する自己相関関数のフーリエ変換であることを示した定理。ヒンチン＝コルモゴロフの定理（Khinchine-Kolmogorov theorem）とも。

## 定義

### 連続の場合
確率過程 {\displaystyle x(t)\,} が連続の場合、そのパワースペクトル密度{\displaystyle S_{xx}(f)\ }は、
{\displaystyle S_{xx}(f)=\int _{-\infty }^{\infty }r_{xx}(\tau )e^{-j2\pi f\tau }\ d\tau }
である。ただし、自己相関関数{\displaystyle r_{xx}(\tau )}は、統計的期待値{\displaystyle \operatorname {E} {\big [}\,\,{\big ]}\ }を使い、
{\displaystyle r_{xx}(\tau )=\operatorname {E} {\big [}\,x(t)x^{*}(t-\tau )\,{\big ]}\ }
と定義する。ここで、アスタリスク{\displaystyle ^{*}}は複素共役を意味し、確率過程が実数値に関するものである場合は省略可能である。
また、定常確率関数は二乗可積分ではないので、一般に {\displaystyle x(t)\,} のフーリエ変換は存在しない。

### 離散の場合
関数の離散値 {\displaystyle x[n]\,} についてのパワースペクトル密度{\displaystyle S_{xx}(f)\ }は、
{\displaystyle S_{xx}(f)=\sum _{k=-\infty }^{\infty }r_{xx}[k]e^{-j2\pi fk}}
となる。ここで、自己相関関数{\displaystyle r_{xx}(\tau )}は、
{\displaystyle r_{xx}[k]=\operatorname {E} {\big [}\,x[n]x^{*}[n-k]\,{\big ]}\ }
である。
標本化された離散時間シーケンスであるため、スペクトル密度{\displaystyle S_{xx}(f)\ }は周波数領域で周期性がある。（サンプリング定理）

## 応用
信号の自己相関関数のフーリエ変換が、信号のパワースペクトル密度だということは、出力のパワースペクトル密度が入力のパワースペクトル密度にパワー伝達関数をかけたものに等しいことを意味する。
線型時不変系（LTIシステム）で入力と出力が二乗可積分でない場合、すなわちフーリエ変換が存在しない場合、その解析にこの定理が利用される。出力のパワースペクトル密度は、システムのインパルス応答のフーリエ変換の平方を、システムの入力のパワースペクトル密度をかけたものと等しい。この関係は、システムのパワースペクトル密度の予測に使われる。

## その他の定義
スペクトル密度や自己相関の記事にあるような無限積分を使った定義によれば、ウィーナー＝ヒンチンの定理は単純なフーリエ変換の対であり、フーリエ変換のある二乗可積分な関数なら容易に証明できる。この定理はフーリエ変換の存在しない信号の定常過程に適用されることが多く、その自己相関関数は無限積分ではなく期待値を使って定義されることが多い。工学分野ではこのような形式で表すことが多いが、そうすると名前の由来であるアレクサンダー・ヒンチン、ノーバート・ウィーナー、アンドレイ・コルモゴロフの貢献がよくわからなくなる。